# فوسفات النيكل الثنائي
فوسفات النيكل الثنائي هو مركب كيميائي صيغته Ni3(PO4)2، ويوجد على هيئة صلب أخضر فاتح.

## التحضير
يحضر هذا المركب من تفاعل النيكل مع حمض الفوسفوريك، حيث يحصل على الشكل المائي ثماني الهيدرات Ni3(PO4)2·8(H2O).

## الخواص
يوجد المركب في الشروط القياسية على هيئة صلب أخضر فاتح، وهو غير قابل للانحلال في الماء.
للمركب بنية معقدة تكون فيها مراكز النيكل ثمانية الوجوه، وترتبط فيها مه جزيئات الماء والفوسفات، كما في معدن الأروبيت.